# 复球虫属
复球虫属（学名：Diplosphaera）是星球虫科下的一个属。

## 下属物种
本属包括以下物种：
- 柯氏复球藻 Diplosphaera chodatii Bialosukniá, 1909